# センス鎖
センス鎖・有意鎖 (英: sense strand) とは，DNAが持つ相補的塩基配列の二重螺旋構造にある相同な配列の内，タンパク質あるいは多ペプチドを符号化している方の鎖である。
翻訳の開始コドンにあたるATG配列が存在する側が有意鎖ということになる。
なお，実際にmRNAに転写される際には，有意鎖に相同な反有意鎖の配列が鋳型として使用されるため，反有意鎖も重要である。

## 脚註

### 註釈
1. ↑  有効鎖[1]とも。
2. ↑  
有意鎖のATG配列に相同な部分は反有意鎖上ではTACになるわけだが，これを鋳型としてmRNAではAUGという塩基配列となり，これが即ち開始コドンである。